# Championnats du monde de gymnastique acrobatique 1978
Navigation
Édition précédente Édition suivante
Les championnats du monde de gymnastique acrobatique 1978, troisième édition des championnats du monde de gymnastique acrobatique, ont eu lieu du 4 au 9 octobre 1978 à Sofia, en Bulgarie.